# Tragulidae
Tragulidae é uma família de mamíferos da ordem Artiodactyla. As espécies são chamadas de trágulos, também conhecido como cervo-rato (não confundir com rato-cervo, Peromyscus) ou chevrotain. Eles são criaturas pequenas, misteriosas, encontrados somente nas florestas tropicais da África, da Índia, e no Sudeste Asiático. São os únicos membros vivos do infraordem Tragulina. 
A família era difundida e bem sucedida do Oligoceno (h+a 34 milhões de anos) ao Mioceno (aproximadamente há 5 milhões de anos), mas quase não alteraram a sua forma neste tempo todo, e são um exemplo de uma forma primitiva de ruminante. Eles possuem um estômago tetra-compartimentado para fermentar plantas resistentes, mas a terceira câmara é mal-desenvolvida. Não têm chifres, mas ambos os sexos possuem os caninos superiores ampliados , os dos macho são proeminentes e afiados, projetando-se para fora da mandíbula. Eles têm as pernas curtas e finas, que os deixam com pouca agilidade, mas ajuda-os também a manter um perfil menor que os ajude a transpor a densa folhagem de seu ambiente. 
O maior membro da família é o trágulo-aquático da África, aproximadamente com 80 cm de comprimento e 10 kg de peso. É considerado como os mais semelhante aos suídeos e o mais primitivo das 4 espécies. Todos os três restantes preferem habitats rochosos de floresta. O trágulo-pequeno do Sudeste Asiático é o menor, e é realmente o menor de todos os ungulados em um tamanho maduro, mede 45 cm de comprimento e pesa 2 kg. 
Todas as quatro espécies dependem, para sua sobrevivência, da preservação de seu habitat florestal e da limitação do comércio de carne silvestre. 
No folclore Indonésio, os trágulos tem o mesmo papel da esperta raposa nas fábulas da Europa.

## Taxonomia
São reconhecidos 3 gêneros e 10 espécies recentes:
- Gênero Hyemoschus Gray, 1845
  - Hyemoschus aquaticus - "Trágulo-aquático"
- Gênero Moschiola Hodgson, 1843
  - Moschiola meminna - "Trágulo-pintado"
  - Moschiola indica
  - Moschiola kathygre
- Gênero Tragulus Pallas, 1779
  - Tragulus javanicus - "Trágulo-pequeno"
  - Tragulus napu - "Trágulo-grande"
  - Tragulus kanchil
  - Tragulus nigricans
  - Tragulus versicolor
  - Tragulus williamsoni

Vários gêneros fósseis são descritos para a família:
- Dorcatherium Kaup, 1833[4]
- Dorcabune Pilgrim, 1910[5]
- Yunnanotherium Han, 1986[6]
- Siamotragulus Thomas, Ginsburg, Hintong & Suteethorn, 1990[7]
- Archaeotragulus Métais, Chaimanee, Jaeger & Ducrocq, 2001[8]
- Afrotragulus Sánchez, Quiralte, Morales & Pickford, 2010[9]